# 柯克伍德 (紐約州)
柯克伍德（Kirkwood, New York）是美國紐約州布魯姆縣的一個鎮，地处布鲁姆县中南部、宾汉姆顿东南。2010年美国人口普查时，该镇有5857人。其名称来源于负责修建当地铁路的工程师詹姆斯·柯克伍德。